# Barriera ferroviaria

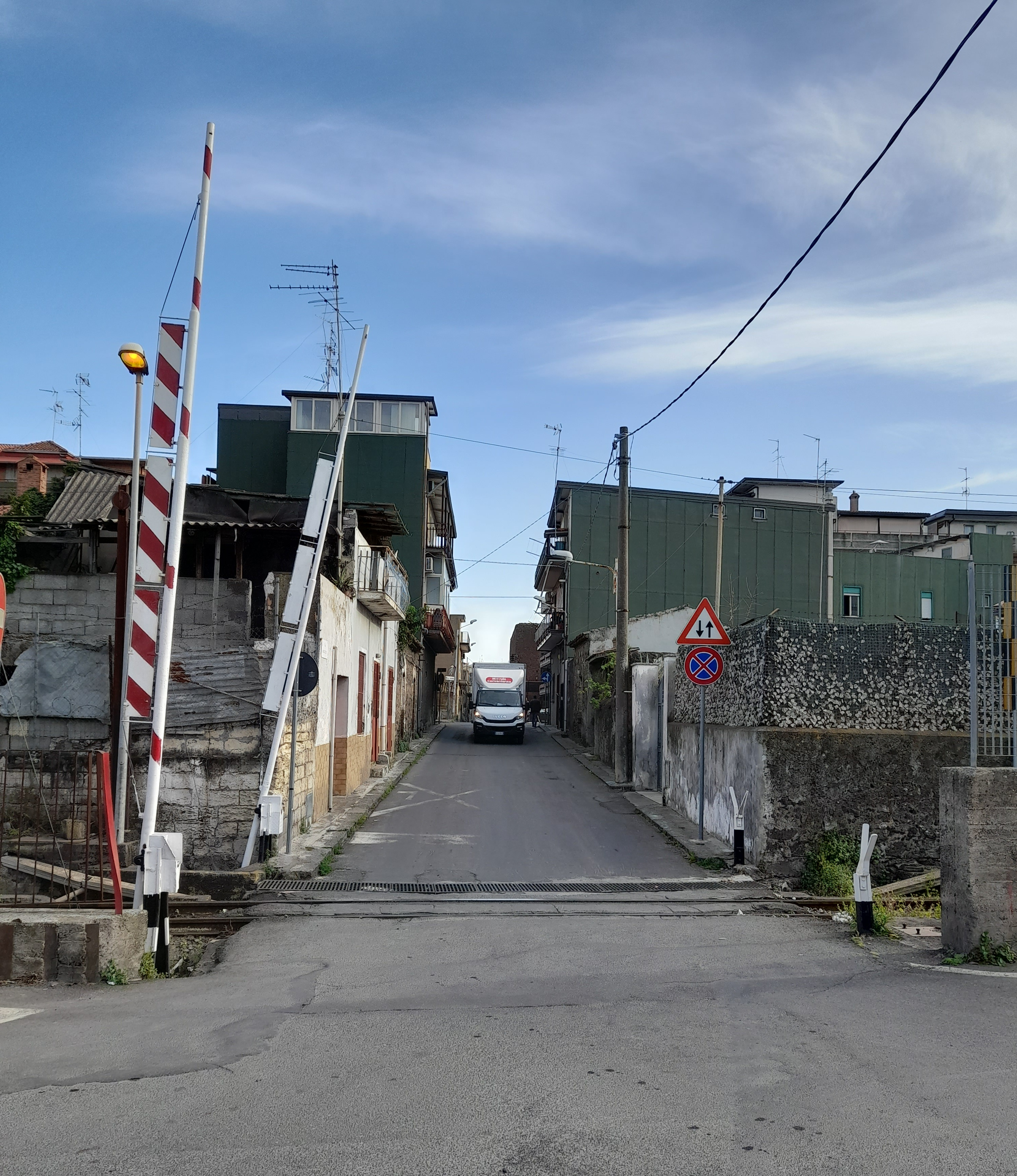
Un passaggio a livello azionato manualmente con l'organo a cremagliera.

Le barriere ferroviarie o più precisamente "aste levatoie", sono un mezzo per rendere sicuro un passaggio a livello durante il passaggio di un treno bloccando il traffico stradale. Sono composte da una o più aste snodate (che devono essere colorate a strisce rosse e bianche rifrangenti) costruite in acciaio, ovvero in legno e calastrelli, o in alluminio, o infine in materiale isolante (vetroresina, queste ultime in vetroresina sono studiate per PL di linee ferroviarie elettrificate.

## Descrizione

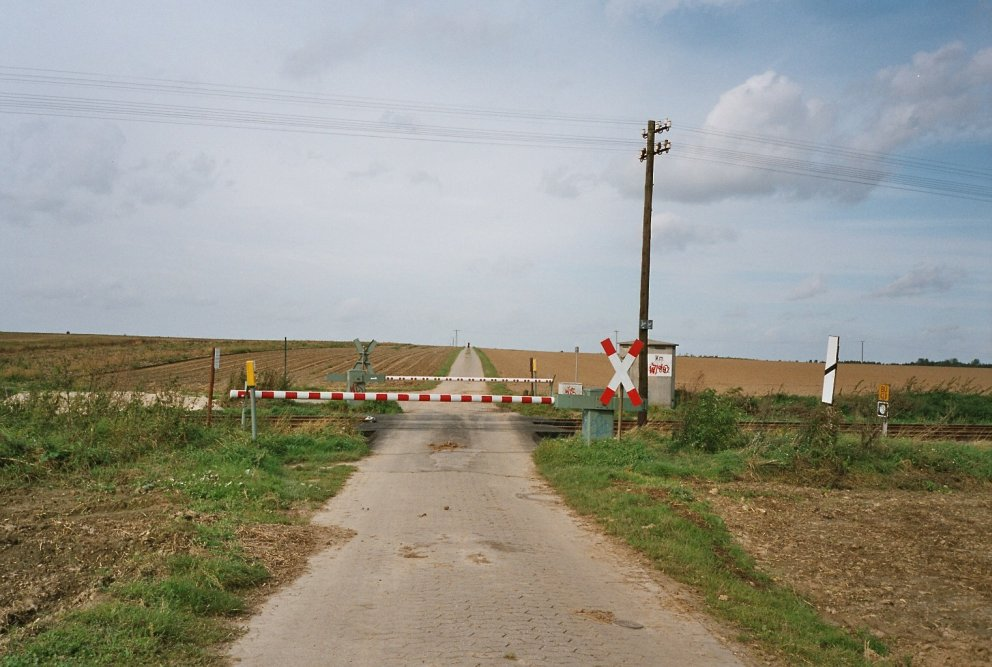
Foto di una barriera ferroviaria chiusa

Ad una estremità dell'asta, a poca distanza del punto dell'asse di rotazione, vengono fissati dei contrappesi regolabili, per fare sì che durante la rotazione qualunque posizione assunta dall'asta sia bilanciata. Nel caso di barriera a chiusura manuale, solitamente viene montato un sistema di bloccaggio con un fermo tenuto da una apposita catena, il cui inserimento manuale in una delle due posizioni (aperta a riposo o chiusa in lavoro) evita che la stessa barriera si abbassi o si sollevi accidentalmente. Nelle ferrovie italiane, in genere, le barriere hanno in prossimità del perno di rotazione un punto a rottura facilitata, allo scopo di permettere l'uscita, forzandole, di un veicolo rimasto casualmente incastrato tra le due barriere del P.L.
Si distingue tra barriere intere (anche barriere uniche) e semibarriere. Le barriere piene bloccano l'intera larghezza della strada mentre le mezze barriere solo metà della larghezza stradale. Il vantaggio delle mezze barriere è che nessun veicolo sul passaggio a livello può venire bloccato. Tuttavia lo svantaggio è che possono essere aggirate da altri utenti della strada. A volte ci sono barriere ulteriori per passaggi pedonali e ciclabili.
Le barriere possono essere azionate sia automaticamente al momento dell'avvicinamento del treno che manualmente da parte di un casellante o del personale di stazione. L'apertura e la chiusura avviene tramite abbassamento dell'albero fino a raggiungere l'asse orizzontale. Le barriere che cadono su un asse verticale sono nel frattempo scomparse per via della grande necessità di spazio e della bloccabilità.
L'introduzione di barriere ferroviarie si riconduce a Max Maria von Weber, un ingegnere e pioniere ferroviario del XIX secolo.